# 龐德雷
龐德雷（英語：Ponderay）是一個位於美國愛達荷州邦納縣的城市。

## 地理
龐德雷的座標為48°18′11″N 116°32′18″W / 48.30306°N 116.53833°W，而該地的平均海拔高度為648米（即2126英尺）。

## 人口
根據2020年美國人口普查的數據，龐德雷的面積為8.80平方千米，當中陸地面積為7.52平方千米，而水域面積為1.28平方千米。當地共有人口1289人，而人口密度為每平方千米146人。